# Oromo (språk)
Oromo är ett kushitiskt språk som talas i Afrikas horn av 40 miljoner människor. De flesta talarna bor i Etiopien, men oromo talas också i Kenya, Somalia och Tanzania.
Fram till 1974 var det förbjudet att använda oromo i skolor och i tidningar.
Oromo skrivs med qubee, en form av latinska alfabetet.